# Andorras Davis Cup-lag
Andorras Davis Cup-lag styrs av Andorras tennisförbund och representerar Andorra i tennisturneringen Davis Cup, tidigare International Lawn Tennis Challenge. Andorra debuterade i sammanhanget år 2000  och spelade i Europa-Afrikazonens Grupp II 2003.